# Tiranet capbrú
El tiranet capbrú (Ornithion brunneicapillus) és un ocell de la família dels tirànids (Tyrannidae).

## Hàbitat i distribució
Habita boscos i clars de les terres baixes fins als 1200 m, del centre i sud de Costa Rica, Panamà, oest i nord de Colòmbia, nord de Veneçuela i nord-oest de l'Equador.